# 富特旺根应用科学大学

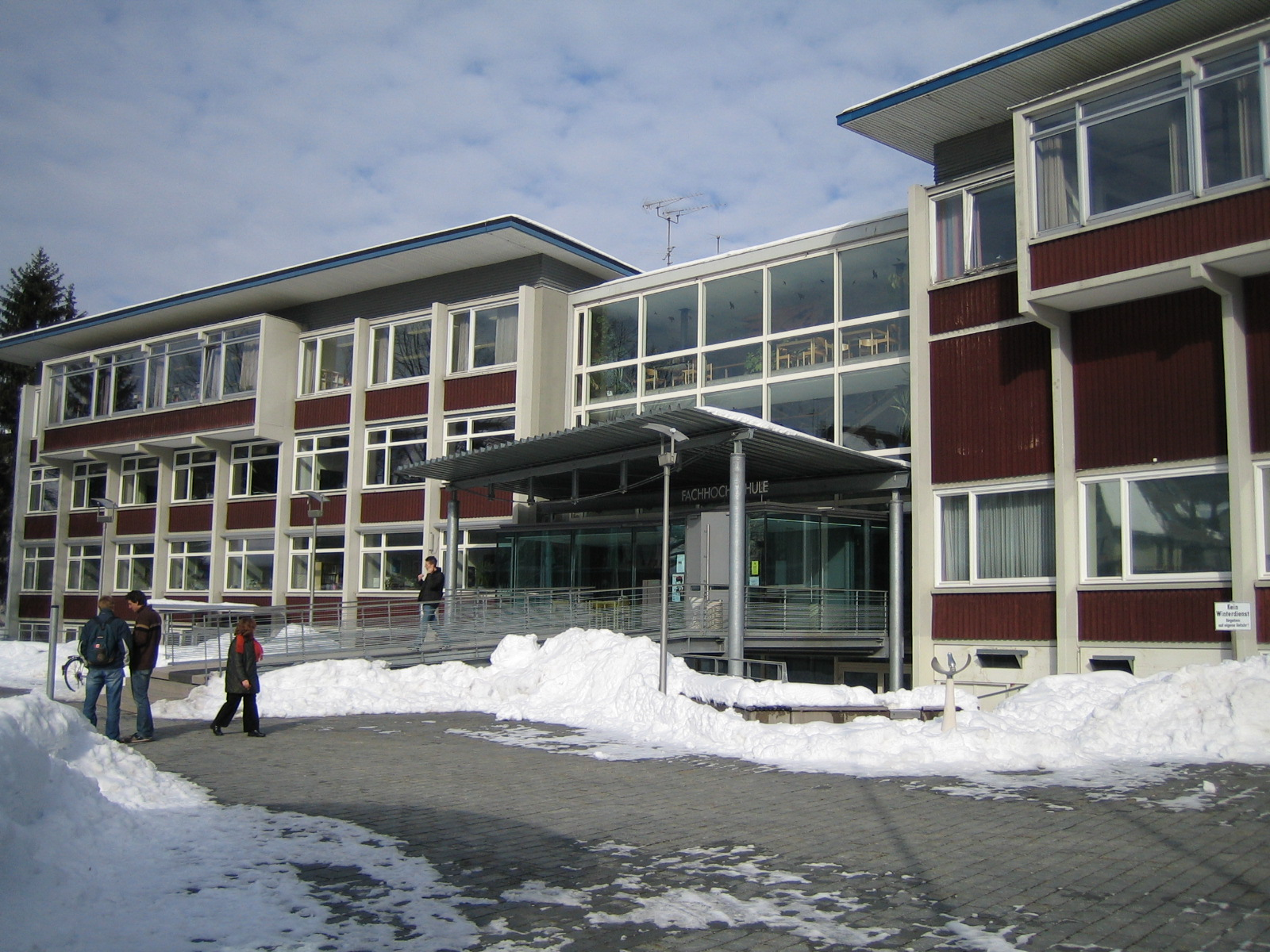
富特旺根应用科学大学

富特旺根应用科学大学（德語：Hochschule Furtwangen University，簡稱HFU）是一所位於德國巴登-符騰堡州富特旺根的大學。截至2005年，該大學有3556名學生。
大學的歷史可以追溯到於1850年由Robert Gerwig所建立的鐘錶製作學校。第二次世界大戰後，學校分成了兩部份，其中一部份是工程學校，另一部份是職業訓練學校。上述的第一部份於1970年代初，應用科學大學這種新型大學開始誕生的時候，轉變成了應用科學大學。

## 外部連結
- 富特旺根应用科学大学官方網站 （页面存档备份，存于） （德語、英語）